# Пожега (община)
Пожега (серб. Пожега) — община в Сербии, входит в Златиборский округ.
Население общины составляет 30 762 человека (2007), плотность населения — 72 чел./км². Занимаемая площадь — 426 км², из них 61,6 % используется в промышленных целях.
Административный центр общины — город Пожега. Община Пожега состоит из 42 населённых пунктов, средняя площадь населённого пункта — 10,1 км².

## Статистика населения общины
| Год  | Население (чел.) |
| ---- | ---------------- |
| 1991 | 33 847           |
| 2001 | 32 434           |
| 2002 | 32 205           |
| 2003 | 31 962           |
| 2004 | 31 716           |
| 2005 | 31 432           |
| 2006 | 31 117           |
| 2007 | 30 762           |